# ラブ・マグ
ラブ・マグ（アッカド語rab mugi,rab mungi) は古代アッシリアおよびバビロニアで最重要な軍の高官の一人。旧約聖書では「ラブマグ」（ヘブライ語רַב-מָג rb-mg）としてエレミヤ書（エレ39:13）に記されている。

## アッシリアとバビロニアのラブ・マグ
現存する文書は、ラブ・マグが最も影響力のある王の臣下の一人とみなされたことを示している。彼は宮廷のエリートに属し、タルタン、ナギル・エカリ、ラブ・シャケ、ラブサリス、アバラクなどの他の高官たちとともに、王と州総督の中間に位置づけられる、高い政治的な地位を占めていた。
また、文書はラブ・マグの職責が軍隊と繋がりがあったことを示唆しているようである。彼を戦車、乗馬、馬と結びつける頻繁な言及から、大きな騎馬隊ないしは戦車隊を指揮できることが示されている。また、時には外国の支配者に対する王の特使として行動したという証拠もある。
文書の中で一度に二回ラブ・マグが記載されていることも有り、これは当時この肩書が複数の人間に与えられていた可能性を示している。シモ・パルポラ（Simo Parpola）はこれについて、アバラクが「王のアバラク」とそれより下位のアバラクがいたのと同じく、この職についても、第一ラブ・マグ（王のラブ・マグ）と複数の下位の役人がいたからだと説明している。この論旨は、ラブマグが州の総督の部下として登場する文書の一つで確認されているようである。

## 聖書のラブ・マグ
紀元前587年のエルサレムの破壊の場面で、バビロニア王ネブカドネザルが伴っている軍司令官の一人として「ラブマグのネルガル・シャレゼル」が登場している。
そしてエルサレム占領後（エレ39:13）、市の軍事総督の一人として行動している。この人物がネルガル・シャレゼル本人、つまりネブカドネザルの義理の息子で後のバビロニア王である可能性は非常に高い。
古い聖書の解説や辞書では、「ラブマグ」という肩書が「魔術師（マギ）の長」を意味するという記載を見つけることがよくある。
しかし、この肩書はアッカド語のrab mugiに対応しており、ペルシアのマギとは何の関係もないことが今では知られている。
聖書の日本語訳では、この肩書は意訳されることもあれば、固有名詞として音写されることもある。エレミヤ書38:13で比較すると以下のようになる
- 新共同訳1987：指揮官ネレガル・サル・エツェル
- 新改訳　1970：ラブ・マグのネルガル・サル・エツェル
- 口語訳　1955：ラブマグのネルガル・ シャレゼル
- 文語訳　1917：博士の長ネルガルシヤレゼル